# 新潟県民エフエム放送

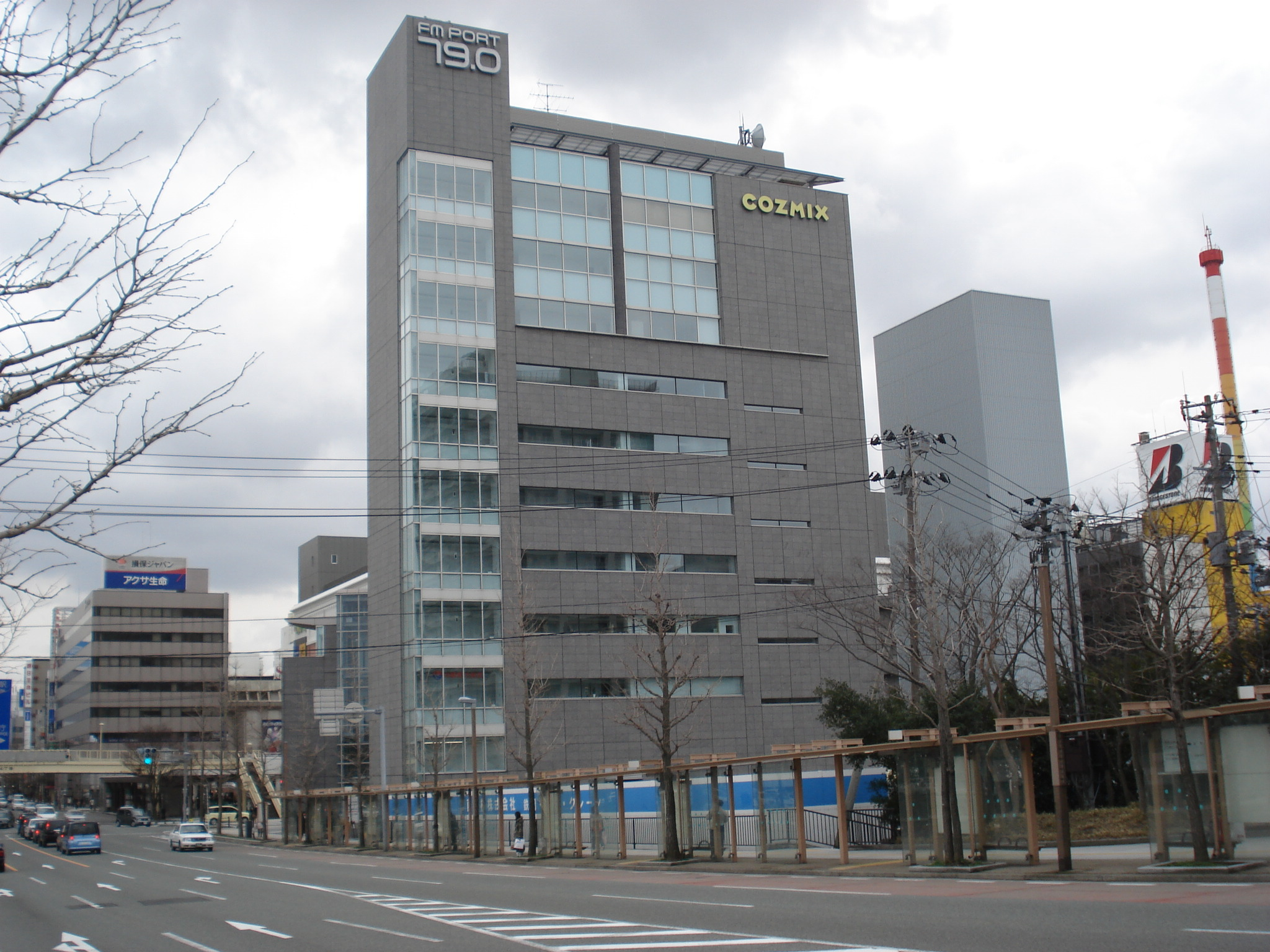
コズミックスビルを万代橋方向から。屋上右側に弥彦山送信所向けの送信アンテナが見える。左側のテレビ・FM受信アンテナが同じ方向を向いている点に注意

新潟県民エフエム放送株式会社（にいがたけんみんエフエムほうそう、Niigata Kenmin FM Broadcast Co.,Ltd.）は、かつて新潟県を放送対象地域として超短波放送（FMラジオ放送）を実施していた特定地上基幹放送事業者である。
通称は「FM PORT」（エフエムポート）。港のように（港町新潟で）様々な情報を発信できるようにという願いがこめられて命名された。地元では「PORT」（ポート）と略されることが多々あった。

## 概要
開局時点では五大都市圏以外で唯一のJAPAN FM LEAGUE加盟局であったがすぐに脱退し、以降は基本的に自社制作番組のみを放送する独立FM放送局であった。新潟県域放送局でテレビ・ラジオを通じて唯一の平成新局でもあった。
本社のあるコズミックスビルの場所にはかつて新潟トヨタ自動車の本社があった。現在も土地を所有する同社をはじめとする一部を除く新潟県のトヨタ自動車系ディーラー、運送会社の中越運送、中越通運をはじめとする中越グループなどと関係が深く、PORTが取材・営業に用いる車はトヨタ車あるいは系列のダイハツ／日野車であり、新潟県内に所属する中越グループの車両にはステッカーやPORTのロゴが入った「がんばろう！新潟・中越」という新潟県中越地震復興キャンペーンステッカーが2005年10月頃まで貼られていたこともある。これら各社の提供番組も多いが、トヨタ系ディーラー提供番組は2005年12月いっぱいで全て終了した。
スポンサー不足による経営悪化で債務超過に陥る状態が続き放送事業を断念、2020年6月30日に閉局することを同年3月31日に発表した。総務省によると県内全域を対象とするラジオ局としては、全国初の廃局となる。閉局後は放送免許を返上し清算手続きに入り、従業員も全員解雇となった。目前に迫っていた2020年12月に予定されていた開局20周年を迎えられなかったことについて、社長の出口和浩は断腸の思いだと語った。
2020年6月30日23:50 - 23:58まで前/現職問わずFMPORTのDJ・レポーター（一部電話出演）から視聴者に向けたコメントが放送され、クロージングは特別版を放送し19年6ヶ月の放送局としての幕を閉じた。（詳細は#閉局当日の編成を参照）。公式サイトは閉局の案内が設置された「thankyou.html」のみとなり、トップメニュー以外の閲覧ができなくなった。
なお、新潟県民エフエム放送の閉局時に、新潟日報社が撮影した写真を産経新聞社の記者が2020年12月1日付の産経新聞とウェブサイト「産経ニュース」において無断引用したことを新潟日報社から指摘。産経新聞社は、紙面・ウェブサイトの掲載を削除したうえで、無断引用した記者を2か月の懲戒休職処分とした。

## 沿革
- 1999年10月29日 - 郵政省が新潟県に79.0MHzを割り当て[2]。
- 2000年
  - 3月24日 - 予備免許交付[2]。
  - 11月頃 - 試験電波送信。
  - 12月12日 - 本免許交付[13]。
  - 12月20日 - FM放送局としては全国52番目に開局。
- 2003年10月1日 - 『A FRESH NEW LOOK』を合言葉に番組編成、ロゴを一新する。
- 2005年12月20日 - 開局5周年。
- 2008年4月1日 - 緊急地震速報の運用開始。NHK新潟放送局、新潟放送、エフエムラジオ新潟、新潟県民エフエム放送のアナウンサー、ナビゲーター共演「緊急地震速報 新潟県ラジオ4局からのお知らせ」のCMを放送する。
- 2010年12月20日 - 開局10周年。
- 2012年4月2日 - インターネットIPサイマルラジオ「radiko」に参加。12時より新潟放送、エフエムラジオ新潟とともに新潟県内のみにて実用化試験配信を開始。放送局記号は通称の空白を詰めた「FMPORT」。
- 2015年12月20日 - 開局15周年。
- 2020年
  - 3月18日 - この日の取締役会で閉局が決議される[7]。
  - 3月31日 - 閉局を公式発表[3][5][6][7]。
  - 6月30日23時59分 -  閉局[3][5][6]。7,133日（19年6ヶ月11日）の歴史に幕を下ろし[4][8]、同時にタイムフリーを含むradikoの配信終了[14]。
  - 7月14日 - 破産手続き開始[15]。負債総額は約2億2000万円[16]。
- 2023年
  - 10月17日 - 清算結了[17]。

## 放送局概要
コールサイン
- JOWV-FM[4]

本社・演奏所
- 新潟県新潟市中央区万代二丁目1番1号 コズミックスビル 3階

東京支社
- 東京都荒川区西日暮里五丁目16番2号 中越運送 東京支社 2階

## 送信所・周波数・出力
| 親局       | 周波数  | 出力 | ERP    | 備考 |
| ---------- | ------- | ---- | ------ | --- |
| 新潟       | 79.0MHz | 1kW  | 4.9kW  | 20m四角鉄塔双ループ3段3面 放送機FBN-15K01SD（NEC）局舎鉄筋コンクリート2階縦5m横5m                                                                         |
| 中継局     | 周波数  | 出力 | ERP    | 備考 |
| 高田       | 83.2MHz | 30W  | 57W    | 26m四角鉄塔（TeNY共有）八木3素子1段2面 放送機HV1032（OKI）局舎整形コンクリート2階縦3m横3m（TeNY共有）                                                     |
| 堀之内大和 | 87.9MHz | 500W | 1.45kW | 28m四角鉄塔 八木3素子1段2面 放送機TH4666A（東芝）局舎鉄筋コンクリート2階縦3m横4m 魚沼市守門方向、小千谷方向、南魚沼市六日町地区方向へ指向性がつけてある。 |

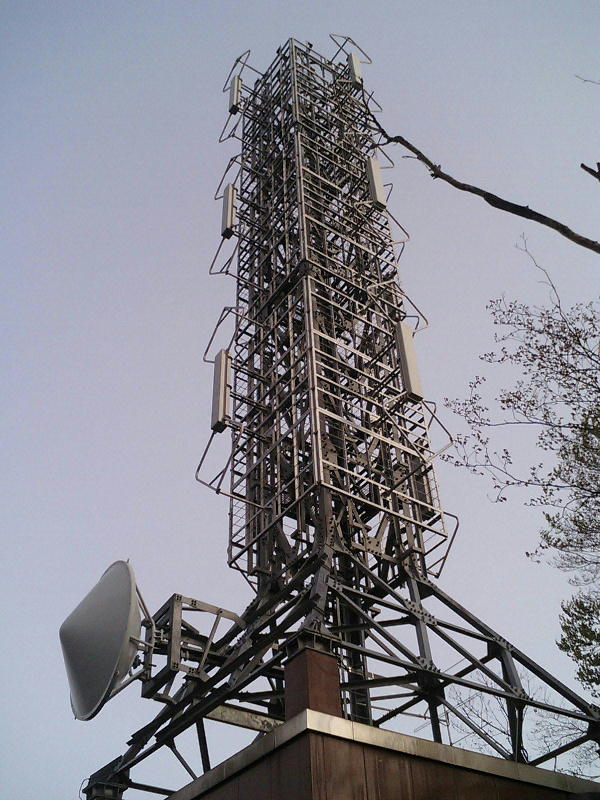
弥彦送信所（本局）
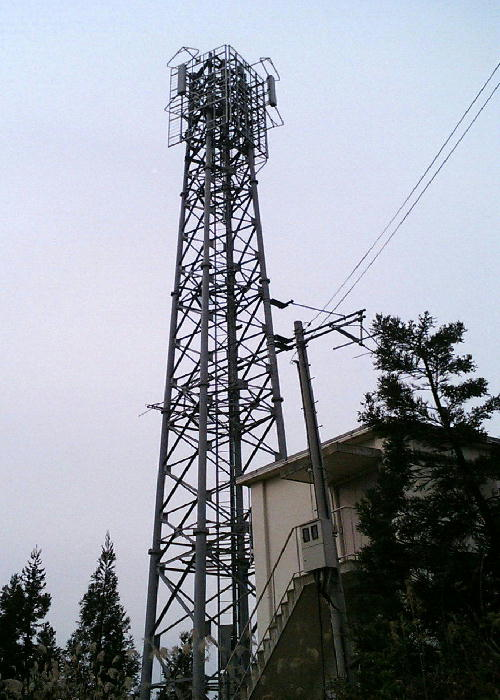
堀之内大和中継局

## スタジオ
3階の本社内に生放送対応スタジオが2つある。
- リバーサイドスタジオ
- シティサイドスタジオ

また、本社ビル1階に公開放送用のオープンスタジオ「ポートスクエア」があったが、2008年11月に廃止。
2005年10月から、一部の番組は東京都内の番組制作会社スタジオで制作されている。当初は「中目黒 GO GO スタジオ」と通称された目黒区中目黒地区にあるとされたスタジオから、その後2009年11月後半からは港区赤坂にあるといわれる「赤坂レクシムスタジオ」に移行している。

## 資本構成
企業・団体は当時の名称。

### 概要
筆頭株主は新潟トヨタグループのエヌ・ティー・アソシエーションだった。

### 2018年4月1日
| 株主                           | 比率  |
| ------------------------------ | ----- |
| エヌ・ティー・アソシエーション | 52.2% |
| 中越運送                       | 20.4% |

## 放送編成
開局当初はJAPAN FM LEAGUEの加盟局であったが、すぐにネットワークを解消して以来は独立局であった。
ほとんどの番組が自社制作番組であるものの、独立局である特性を生かしてNACK5、K-mix、アール・エフ・ラジオ日本など系列にとらわれず様々な番組を放送したり、アイドルやアニメソング歌手をメインとする番組を放送するなど、バラエティに富んだ編成を組んだ。
放送時間：閉局時点では平日は6:00（月曜は5:53）を起点とした24時間放送、土曜は6:00（起点）- 翌日曜1:00、日曜は5:53（起点）- 翌月曜1:00。
- 24時間放送でも6:00直前に一旦開始告知を行い、その後6:00の時報に移る。日・月曜は開始告知アナウンスの流れでその日の最初の番組を放送するものだった。

### 閉局時の番組編成
★は中目黒GOGOスタジオより放送された番組、☆は赤坂レクシムスタジオから放送される番組。
| 時                             | 月 - 水曜 | 木曜 | 金曜                                                                 | 土曜                                                   | 日曜 |
| ------------------------------ | --- | --- | -------------------------------------------------------------------- | ------------------------------------------------------ | --- |
| 6                              | 6:00 PORT WAVE | 6:00 PORT WAVE | 6:00 PORT WAVE                                                       | 6:00 PORT WAVE                                         | 6:00 PORT WAVE |
| 6                              | 6:00 PORT WAVE | 6:00 PORT WAVE | 6:00 PORT WAVE                                                       | 6:00 PORT WAVE                                         | 6:30 PORTA～思いをカタチに～ - 近藤のぞみ                                                                                     |
| 6                              | 6:50 MORNING GATE - 遠藤麻理 | |                                                                      | 6:00 PORT WAVE                                         | |
| 7                              | 7:00 GOOD MORNING PORT CITY Saturday - 立石勇生 | 7:00 Ladybird - 小方恵子 |                                                                      |                                                        | |
| 8                              | 7:00 GOOD MORNING PORT CITY Saturday - 立石勇生 | 7:00 Ladybird - 小方恵子 |                                                                      |                                                        | |
| 9                              | 7:00 GOOD MORNING PORT CITY Saturday - 立石勇生 | 7:00 Ladybird - 小方恵子 |                                                                      |                                                        | |
| 10                             | 7:00 GOOD MORNING PORT CITY Saturday - 立石勇生 | 7:00 Ladybird - 小方恵子 | 10:00 Mint Condition - 立石勇生                                      | 10:00 Mint Condition - 立石勇生                        | 10:00 Mint Condition - 立石勇生                                                                                               |
| 11                             | 7:00 GOOD MORNING PORT CITY Saturday - 立石勇生 | 7:00 Ladybird - 小方恵子 | 10:00 Mint Condition - 立石勇生                                      | 10:00 Mint Condition - 立石勇生                        | 10:00 Mint Condition - 立石勇生                                                                                               |
| 11:30 CINEMA PORT - 中村ちひろ | | 7:00 Ladybird - 小方恵子 | 10:00 Mint Condition - 立石勇生                                      | 10:00 Mint Condition - 立石勇生                        | 10:00 Mint Condition - 立石勇生                                                                                               |
| 12                             | 12:00 Weekend fun! fun! - 野村涼花 - 星泰華 | 12:00 ☆PORT COUNT DOWN 40 - 島村仁 | 10:00 Mint Condition - 立石勇生                                      | 10:00 Mint Condition - 立石勇生                        | 10:00 Mint Condition - 立石勇生                                                                                               |
| 13                             | 12:00 Weekend fun! fun! - 野村涼花 - 星泰華 | 12:00 ☆PORT COUNT DOWN 40 - 島村仁 | 13:00 four seasons - 佐藤智香子                                      | 13:00 four seasons - 佐藤智香子                        | 13:00 LIKEY - 新井翔 - 八木志芳 ▽16:00 ヒトつなぐ、ココロつなぐ“はずのみ” - 羽豆史郎 - 立石勇生 ▽16:15 ACTIVE plus - 騰川美和 |
| 14                             | 14:00 WEEKEND COLOR - 千葉ひろみ | 12:00 ☆PORT COUNT DOWN 40 - 島村仁 | 13:00 four seasons - 佐藤智香子                                      | 13:00 four seasons - 佐藤智香子                        | 13:00 LIKEY - 新井翔 - 八木志芳 ▽16:00 ヒトつなぐ、ココロつなぐ“はずのみ” - 羽豆史郎 - 立石勇生 ▽16:15 ACTIVE plus - 騰川美和 |
| 15                             | 14:00 WEEKEND COLOR - 千葉ひろみ | 15:00 in style - 海津ゆうこ | 13:00 four seasons - 佐藤智香子                                      | 13:00 four seasons - 佐藤智香子                        | 13:00 LIKEY - 新井翔 - 八木志芳 ▽16:00 ヒトつなぐ、ココロつなぐ“はずのみ” - 羽豆史郎 - 立石勇生 ▽16:15 ACTIVE plus - 騰川美和 |
| 16                             | 14:00 WEEKEND COLOR - 千葉ひろみ | 16:00 BEAT COASTER - 島村仁 | 16:00 BEAT COASTER - 島村仁                                          | 16:00 ようこそ夢街名曲堂へ!（K-mix）                   | 13:00 LIKEY - 新井翔 - 八木志芳 ▽16:00 ヒトつなぐ、ココロつなぐ“はずのみ” - 羽豆史郎 - 立石勇生 ▽16:15 ACTIVE plus - 騰川美和 |
| 17                             | 17:00 VIP GROUP presents 久住小春 こはっぴーTIME - 久住小春 | 16:00 BEAT COASTER - 島村仁 | 16:00 BEAT COASTER - 島村仁                                          | 17:00 横澤夏子のじょんのびラジオ - 横澤夏子            | 13:00 LIKEY - 新井翔 - 八木志芳 ▽16:00 ヒトつなぐ、ココロつなぐ“はずのみ” - 羽豆史郎 - 立石勇生 ▽16:15 ACTIVE plus - 騰川美和 |
| 18                             | 18:00 in style（再放送） | 16:00 BEAT COASTER - 島村仁 | 16:00 BEAT COASTER - 島村仁                                          | 18:00 朝日山ライフステーション - 遠藤麻理              | 13:00 LIKEY - 新井翔 - 八木志芳 ▽16:00 ヒトつなぐ、ココロつなぐ“はずのみ” - 羽豆史郎 - 立石勇生 ▽16:15 ACTIVE plus - 騰川美和 |
| 18                             | 18:00 in style（再放送） | 16:00 BEAT COASTER - 島村仁 | 16:00 BEAT COASTER - 島村仁                                          | 18:30 Bitter & SweetのGOLDEN SOUNDay♪ - Bitter & Sweet | 13:00 LIKEY - 新井翔 - 八木志芳 ▽16:00 ヒトつなぐ、ココロつなぐ“はずのみ” - 羽豆史郎 - 立石勇生 ▽16:15 ACTIVE plus - 騰川美和 |
| 19                             | 19:00 ECHIGORIAN ～トキめき新潟人～（再放送） | 16:00 BEAT COASTER - 島村仁 | 16:00 BEAT COASTER - 島村仁                                          | 19:00 サブカルチャーはじめました - 小山紗季            | 13:00 LIKEY - 新井翔 - 八木志芳 ▽16:00 ヒトつなぐ、ココロつなぐ“はずのみ” - 羽豆史郎 - 立石勇生 ▽16:15 ACTIVE plus - 騰川美和 |
| 20                             | 20:00 ☆TOKYO→NIIGATA MUSIC CONVOY - 月曜：ゴホウビ - 火曜：saji - 水曜：GOODWARP - 木曜：THE PINBALLS                                                                                    | 20:00 ☆TOKYO→NIIGATA MUSIC CONVOY - 月曜：ゴホウビ - 火曜：saji - 水曜：GOODWARP - 木曜：THE PINBALLS                                                                                    | 20:00 ☆純情のアフィリアおたく部 - カオリ、クロエ                     | 20:00 クリス松村の「いい音楽あります。」（RF）         | 20:00 NIGHT i - 松本愛 |
| 21                             | 20:00 ☆TOKYO→NIIGATA MUSIC CONVOY - 月曜：ゴホウビ - 火曜：saji - 水曜：GOODWARP - 木曜：THE PINBALLS                                                                                    | 20:00 ☆TOKYO→NIIGATA MUSIC CONVOY - 月曜：ゴホウビ - 火曜：saji - 水曜：GOODWARP - 木曜：THE PINBALLS                                                                                    | 21:00 ☆ゆよゆっぺ・八王子Pのハンドメイドラジオ - ゆよゆっぺ、八王子P | 21:00 Rafveryの『ラフな時間』                          | 20:00 NIGHT i - 松本愛 |
| 22                             | 22:00 RADIO MANIART - 月曜：『A Laid-back Life』- SWAMP - 火曜：『はみ出し！S-POPゴールデンアワー20世紀』 - 水曜：『あなたと星空の下で』 - 石田燿子 - 木曜：『メイドが私服にきがえたら』 | 22:00 RADIO MANIART - 月曜：『A Laid-back Life』- SWAMP - 火曜：『はみ出し！S-POPゴールデンアワー20世紀』 - 水曜：『あなたと星空の下で』 - 石田燿子 - 木曜：『メイドが私服にきがえたら』 | 22:00 矢島舞美のI My Me まいみ〜 - 矢島舞美                          | 22:00 クラシック ホワイエ - 飯尾洋一                   | 22:00 松山千春 ON THE RADIO（NACK5）                                                                                          |
| 23                             | 23:00 S-POPゴールデンアワー | 23:00 S-POPゴールデンアワーインターナショナル | 23:00 クラシック ホワイエ ～アンコール～                             | 23:00 PORT Tasting Music                               | 23:00 THE BEATLES 10（RF） |
| 0                              | 0:00 ギャラクシー | 0:00 ギャラクシー | 0:00 Radio XY - 遠藤洋次郎 SHOW! presents 『GGラジオ』（毎月最終週） | 0:00 PORT Sound Market                                 | 0:00 PORT Sound Market |
| 1                              | 1:00 PORT MUSIC CRUISING | 1:00 PORT MUSIC CRUISING | 1:00 PORT MUSIC CRUISING                                             | 放送休止                                               | 放送休止 |
| 2                              | 1:00 PORT MUSIC CRUISING | 1:00 PORT MUSIC CRUISING | 1:00 PORT MUSIC CRUISING                                             | 放送休止                                               | 放送休止 |
| 3                              | 1:00 PORT MUSIC CRUISING | 1:00 PORT MUSIC CRUISING | 1:00 PORT MUSIC CRUISING                                             | 放送休止                                               | 放送休止 |
| 4                              | 1:00 PORT MUSIC CRUISING | 1:00 PORT MUSIC CRUISING | 1:00 PORT MUSIC CRUISING                                             | 放送休止                                               | 放送休止 |
| 5                              | 1:00 PORT MUSIC CRUISING | 1:00 PORT MUSIC CRUISING | 1:00 PORT MUSIC CRUISING                                             | 放送休止                                               | 放送休止 |

その他
- アルビフリークライブJ
  - Jリーグ・アルビレックス新潟の試合中継。
- アルビフリークライブbj
  - Bリーグ・新潟アルビレックスBBの試合中継。

この2つは土曜もしくは日曜に組まれることが多かったため、その場合はレギュラー番組の時間を短縮・休止などして中継する形だった。
LIFE INFORMATIONは土・日曜の6時台を除いて全てのワイド番組に内包される形で放送するものだった。ニュースと天気予報はインフォメーションアナウンサーが担当する形だったが、MORNING GATEおよび週末の番組ではナビゲーター自らが担当し、交通情報は日本道路交通情報センターが担当する形だった。

### 閉局当日の編成
閉局当日の2020年6月30日は、0:00 - 1:00に『ギャラクシー』というレギュラー番組を放送した後、1:00 - 6:00に閉局特別番組『SPECIAL THANKS TO YOU リクエストナイト』（ナビゲーター：遠藤洋次郎）を放送し、6:00 - 20:00は『PORT WAVE』から『BEAT COASTER』までというレギュラー番組を再び放送した後、20:00 - 24:00（翌7月1日0:00）には閉局特別番組となる最終番組『Many Thanks from FM PORT』（ナビゲーター：遠藤麻理・松本愛）を放送した。
23:50頃に、遠藤麻理「私たちは47歳でした」松本愛「違います」（一瞬間を置いて）遠藤麻理「そうだろ…？」とやり取りをし遠藤・松本によるフリートークは終了。その後サイモン&ガーファンクルの「明日に架ける橋」をBGMに歴代ナビゲーターによるコメントを放送。
次いで23:58頃より遠藤・松本による局名告知、コールサイン、周波数読み上げと約19年半に亘るリスナーへの感謝が流され、24:00（翌7月1日0:00）に停波した。radikoについても翌7月1日0:00過ぎに当局の項目が削除され、配信を終了した。